# Orizzonte di sangue
Orizzonte di sangue è un film del 1943 diretto da Gennaro Righelli, tratto dal romanzo I senza Dio di Federico Sinibaldi.

## Trama
Unione Sovietica, Daria, una giovane popolana diventata, allo scoppio della rivoluzione, il braccio destro di un truce commissario sovietico, si innamora di un giovanotto che non ha mai dimostrato simpatia per il nuovo regime. Essa gli fa dare un posto negli uffici del commissariato e lo piega al proprio amore col miraggio di una brillante carriera. Per lei il giovane lascia una ragazza di buona famiglia e per lei sopporta lo sprezzo di un amico che con lui aveva diviso il tetto ed il cibo. Ma si ravvede quando apprende che la fanciulla da lui abbandonata l'ha reso padre e, ancor più, quando è costretto a giudicare l'amico caduto in disgrazia e condannato a morte. Daria, inferocita dell'abbandono, lo fa arrestare e tende una turpe insidia alla compagna, ma mentre sta per eseguire il suo piano, essa rimane colpita dalla nobiltà d'animo della sua antagonista; un raggio di luce penetra nel suo cuore indurito e riesce a far liberare i due giovani con il loro pargoletto, pagando però con la vita questo atto generoso.